# Popis likova iz telenovele Između ljubavi i mržnje
Ovo je popis likova iz meksičke telenovele Između ljubavi i mržnje, koja je snimljena 2001. godine te se temelji na jednoj radionoveli (Cadena de odio). Redatelji su Miguel Córcega i Edgar Ramirez.

## Glavni likovi

### Protagonisti
- Ana Cristina Robles (Susana González)

Ana Cristina Robles je mlada i lijepa žena koja živi u kolibi blizu grada Guanajuata u Meksiku, zajedno sa svojim "djedom" i "bratom". Njezina je biološka majka Leonela mrtva, a otac joj je živ, premda Ana vjeruje da je i on mrtav. Njezin prekrasni konj ima ime Parnaso, po grčkoj planini.
Bila je dobra prijateljica Don Fernanda iz plemenite obitelji Villarreal. Prijetvorni Marcial ju je optužio da je bila Don Fernandova ljubavnica.
Jednog dana, dok je jahala Parnasa, Ana je srela Don Fernandovog nećaka Octavija te su se zaljubili.
- Octavio Villarreal (César Évora)

Octavio je član obitelji Villarreal, usamljen čovjek ljut na svog strica Fernanda. 
Fernando je bio protiv braka između Octavija i žene zvane Frida. Međutim, kad je Octavio čuo da mu stric umire, došao je u Guanajuato kako bi ga vidio posljednji put te je pritom sreo Anu na njezinu konju. 
Ana Cristina i Octavio su se zaljubili, no Frida se vratila kako bi ga zavela. Ipak, Octavio je oženio Anu jer je to bila posljednja želja Don Fernanda, njegovog strica.
Sin Ane i Octavija je Fernandito ("maleni Fernando").

### Antagonisti
- Frida de Villarreal (Sabine Moussier)

Frida je mlada žena velike ljepote i inteligencije, koja je stvorila personu slatke i ljubazne dame, ali zapravo je "žena-vampir" i femme fatale.
Njezina ju je teta Cayetana odgojila. Frida se pokušala udati za Octavija, ali je njegov stric njoj dao mnogo novca kako bi odustala te su ona i njezina teta otišle živjeti život luksuza i opačina.
Kad je Frida saznala da je Fernando umro, vratila se u Guanajuato i otkrila Anu Cristinu. Premda je Octavio Anu oženio, Frida je pokušala spavati s njim. 
Nakon što se Frida doista zaljubila u Octavija, oboljela je psihički te je zatvorena u umobolnicu. Također, zarazila se gubom. 
- Marcial Andrade (Alberto Estrella)

Marcial, nazvan po rimskom bogu rata Marsu, iznimno je zao čovjek i serijski ubojica, tajni Fridin ljubavnik te lažni najbolji prijatelj Octavija. On je također veoma opsjednut slavom, veličinom te osobom francuskog cara Napoleona. 
On je spavao s Fridom mnogo puta te mu je ona rodila sina. Zajedno su izvodili mnoge seksualne perverzije, premda je on zapravo bio zaljubljen u lijepu ženu zvanu María Magdalena, čijeg je supruga potajno ubio u bolnici.
Frida je na kraju spalila Marciala u kadi punoj ulja, bacivši baklju u nju.

## Drugi likovi

### Obitelj Villarreal
- Don Fernando Villarreal (Joaquín Cordero)

Don Fernando je bio star, bogat i skroman čovjek. Radnici u njegovoj tvornici cipela veoma su ga voljeli, kao i njegova dobra prijateljica, Ana Cristina.
- Doña Josefa Villarreal (Marga López)

Doña Josefa je ljubazna starica, sestra Fernanda te teta Octavija. Njezin je drugi brat bio Nicolás, otac Octavija.
Marcial ju je pokušao ubiti tarantulama. 
Frida i Ana Cristina su obje postale pripadnice obitelji Villarreal udavši se za Octavija.

### Obitelj Moreno
- Rodolfo Moreno (José Ángel García)

Rodolfo je bio glava obitelji, dobar čovjek koji je radio za dobrobit obitelji. Njegova je žena lijepa María Magdalena (María Sorté), a sin im je José Alfredo (Fabián Robles).
Rodolfo je spavao sa sestričnom (Ofelia Cano) svoje supruge te je od nje dobio sina Gabriela (Luis Roberto Guzmán).

### Fridina obitelj
- Cayetana (Maritza Olivares)

Fridina teta Cayetana je lijepa i promiskuitetna žena, koja je bila Gabrielova ljubavnica. Ona je Fridu odgojila te je isprva bila Marcialu prijateljica.
Poginula je tako što ju je udario kamion na cesti.
- Rosalía (Silvia Manríquez)

Rosalía je Cayetanina sestra te Fridina biološka majka. Predala je svoju kćer Cayetani.
Nakon što je otkrila da joj je Frida kći, brinula se za nju, posebice nakon što je otkriveno da Frida ima gubu.

## Ostali likovi
- Carmen Salinas — Chelo, dobra starica

- Armando Palomo — Libertad, Fridina medicinska sestra[5]
- Luz Elena González — Fuensanta, supruga Joséa Alfreda koju je silovao njegov brat
- Radamés de Jesús — Marcelino, brat Ane Cristine
- Eduardo Noriega — Moises, Josefin sluga i njezina velika ljubav)
- Ninón Sevilla — Macarena
- Juan Carlos Serrán — Vicente
- Mauricio Aspe — Tobias, Marcialov zli prijatelj
- Rubén Morales — Otac Jesús Alarcón (svećenik)
- Marlene Favela — Cecilia, koju je ubio Marcial
- Marcial Casale — Trinidad
- Aurora Alonso — Prudencia
- Carlos Amador — Chino
- Patricia Romera — Lucha
- Violeta Isfel — Paz, Josefina sluškinja
- Marcelo Buquet — Facundo
- José Luis Reséndez — Nazario, brat Cecilije
- Benjamín Rivero — Ratón, Marcialov prijatelj
- Alberto Loztin — Rubén Alarcón
- Miguel Córcega —  Manuel Robles, "djed" Ane Cristine
- Jaime Lozano Aguilar — Dr. Edgardo Ramos
- Freddy Ortega — Caco
- Germán Ortega — Queco
- Oscar Traven — Nicolás Villarreal, otac Octavija i brat Josefe
- Jacqueline Bracamontes — Leonela, majka Ane Cristine
- Enrique Lizalde ‒ Rogelio Valencia, otac Ane Cristine
- Felicia Mercado — Lucila Montes, Rogelijeva ljubavnica
- Víctor Noriega — Paulo Sacristán
- Arturo Peniche — Fabio Sacristán, Paulov brat